# 筑紫満門
筑紫満門（つくし みつかど）は、室町時代から戦国時代にかけての武将。少弐氏、大内氏の家臣。

## 出自
筑紫氏は足利直冬の末裔とも少弐氏の庶流ともいう。筑前国・肥前国にかけて勢力を築いた大身。
室町・戦国期の筑紫氏の系図は諸説あり、詳細不明な点が多い。

## 略歴
満門は当初、少弐氏に仕えており、嘉吉元年（1441年）8月24日に少弐教頼から、文明11年（1479年）11月19日には教頼の子・政資から、筑前や肥前・筑後国等にある所領を安堵されている。また、九州探題の渋川氏の勢力を駆逐するのに貢献したが、延徳3年（1491年）に筑後犬塚城を大友政親によって追われた渋川刀祢王丸を保護している。
大内氏の九州侵攻によって次第に劣勢となった少弐氏が、明応6年（1497年）に政資が自刃した事により一時滅亡すると、満門は東尚盛らと共に大内義興に降伏し許され、以後は大内方として北九州での筑紫氏の立場を強化した。翌明応7年（1498年）2月24日には大内方として肥前で尚盛と共に、九州千葉氏の千葉胤資の遺子・胤繁と戦い退けている。大永元年（1521年）、宝満岳の上宮を再建している。
大永4年（1524年）、少弐氏を再興させた少弐資元の家臣であり娘婿・馬場頼周からの寝返りの誘いを拒否し逆に頼周を大内氏への帰順を促そうとしたため、頼周の怒りを買い娘や孫への面会を餌に頼周の居城・綾部城に誘い出され、殺害されたとされている。
子・尚門は享禄3年（1530年）、田手畷の戦いに大内方として参戦し戦死した。